# 복황후

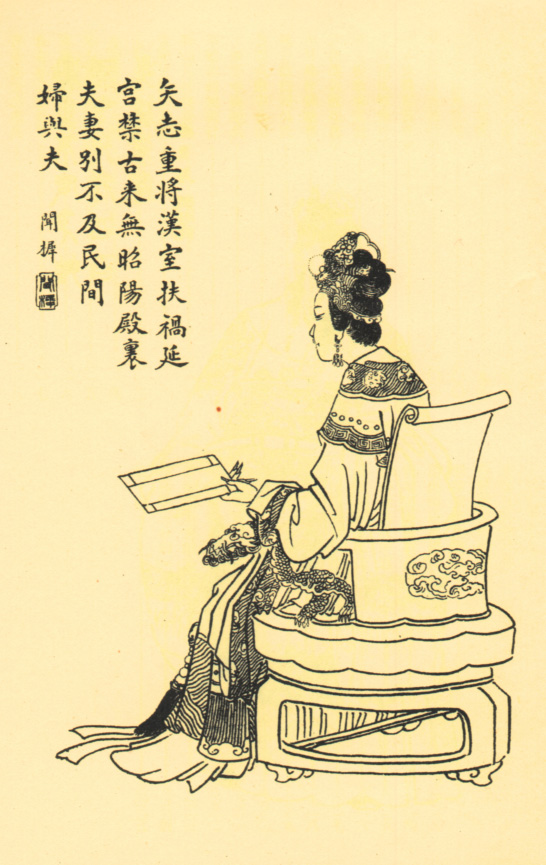
복황후

복황후(伏皇后, ? ~ 214년)는 후한 헌제(獻帝)의 황후로, 휘는 수(壽)이며 서주(徐州) 낭야국(琅邪國) 동무현(東武縣) 사람이다. 폐위되어 시호가 없다.
시중(侍中) 복완(伏完)의 딸이며, 귀인(貴人)으로 입궁해 195년 황후로 책봉되었다. 214년 조조가 위왕이 되려 하자 복황후는 그녀의 아버지 복완에게 비밀 편지를 보내 조조를 제거하려 하였다. 200년 동승의 조조 암살 미수 사건 후 조조는 세력을 확대시키며 212년 위공에 자리에 올라 황제 헌제를 무시하고 맘대로 국상을 처리하기 시작한다. 이에 헌제의 황후 복황후가 편지를 써서 사람에게 보내 조조를 암살하려는 계획을 세운다. 복황후는 부하 목순(穆順)에게 편지를 주어 아버지 복완에게 전달한다.
복완은 유비와 손권 등의 제후들을 모아 조조를 암살하라는 편지를 써서 목순에게 보낸다. 그러나 도중 조조는 목순(穆順)을 조사하여 편지가 발견되자 복황후의 음모는 발각된다.
조조는 부하 어림장군 치려에게 군사 500명과 재판 권한을 주어 복황후의 옥새를 거두게 했다. 이어 상서령 화흠을 치려의 부관으로 삼아 복황후를 끌어내게 했는데 복황후가 문을 닫고 벽 사이에 숨자 화흠의 병사들이 벽을 부수고 그녀를 끌어냈다. 황후가 머리를 풀어헤친 채 산발을 하고 끌려가다가 헌제에게 자신을 구할 수 없느냐 묻자 헌제는 "나 또한 내가 언제까지 살지 모르오." 하고 대답했다. 복황후는 궁중의 감옥에 유폐되어 죽었으며 복황후 소생의 두 왕자도 독살당했다. 복황후의 아버지 복완과 환관 목순 및 양쪽 일가 등 남녀노소 가릴 것 없어 모두 처형당했는데 복씨의 일족 중에 피살된 자가 1백 명이 넘었다.
이 사건으로 복완과 목순의 일족 200명이 몰살당하고, 조조는 1년전부터 헌제의 후궁이 되어 있던
자신의 딸 조절(曹節)을 황후로 모시게 한다.

## 가계

### 관련 인물
| - 복담 - 복승 - 복완 |

## 같이 보기
- 삼국지 인물 목록

## 참고 문헌
- 사마광, 《자치통감 삼국지》, 신동준 역, 살림출판사, 2004
- 후한서(권10-하) 헌제복황후(한자원문)